# 木羽敏泰
木羽 敏泰（きば としやす、1913年11月1日 - 2017年2月20日）は、日本の化学者、教育者。

## 経歴
1913年（大正2年）大阪市に生まれる。大阪府立浪速高等学校を経て東北帝国大学に進学。1937年（昭和12年）同大理学部化学科卒業。1939年（昭和14年）金沢高等工業学校に勤務。1941年（昭和16年）名古屋帝国大学工学部助教授、1949年（昭和24年）金沢大学教授。金沢大学では理学部分析化学講座を担当した。1969年（昭和44年）同大学理学部長，1979年（昭和54年）同大を定年退職、金沢工業大学教授に就任。1984年（昭和59年）金沢工業大学学長。1988年（平成元年）任期満了により同学長を退職。
2017年2月20日、急性気管支炎のため金沢市内の病院で死去。

## 受賞歴等
- 1959年（昭和34年）中日文化賞 - 強リン酸を用いる新分析法
- 日本分析化学会学会賞
- 1975年（昭和50年）日本化学会賞 - 分離分析法に関する基礎的研究
- 1979年（昭和54年）金沢市文化賞
- 勲二等瑞宝章

## 著作
- 『純粋な物質』 創元社 1948年
- 『試験管で出来る実験』 創芸社 1950年
- 『海の科学・海洋の利用』（榊友彦との共著） 日本教育振興会 1950年
- 『基礎応用定性分析』 朝倉書店 1960年
- 『定性分析：基礎応用』 朝倉書店 1960年

## 家族
長男は山梨大学教授であった木羽信敏。